# Castlevania (Nintendo 64)
Castlevania (悪魔城ドラキュラ黙示録 Akumajō Dracula Mokushiroku: Rearu Akushion Adventuru, traducido de forma literal como Devil's Castle Dracula Apocalypse: Real Action Adventure), conocido como Castlevania 64, es un videojuego de 1999 publicado para Nintendo 64. Es el primer videojuego 3D de la serie Castlevania, y el primero que salió en el Nintendo 64. Fue desarrollado por KCEK (Konami Computer Entertainment Kobe).
Al igual que sus predecesores, es un videojuego de aventuras, acción y plataformas de desplazamiento lineal que tiene varios escenarios, en ellos se encuentran diversos enemigos clásicos de la saga Castlevania, como los esqueletos, los murciélagos, las cabezas de dragón, medusas, etc. Así como nuevos enemigos como el esqueleto en motocicleta y el esqueleto explosivo.
Curiosamente es el único título de la saga junto con su precuela que incluye vampiros como enemigos casuales, siendo en tres ocasiones los jefes finales de algún nivel.
En el videojuego puedes escoger entre dos personajes: Carrie Fernández, una joven huérfana de 12 años que posee poderes mágicos, y Reinhardt Schneider, el joven heredero del látigo insignia de la familia Belmont (Los protagonistas recurrentes de la serie).
El juego incluye las también clásicas armas secundarias, es decir, las dagas, el hacha, el agua bendita, etc.
Históricamente su precuela directa sería Castlevania: Legacy of Darkness, la cual incluye como un extra al terminar el modo historia, la misma aventura de Castlevania 64.
Dependiendo de si se consigue o no acabar el juego antes de 15 días se conseguirá un final mejor o peor.

## Historia
Drácula despierta en 1852, después de un siglo de sueño forzado, como consecuencia de la caída de la humanidad en el vicio y la maldad. Dos jóvenes héroes tienen un fuerte presentimiento y a la vez ambos sospechan de su regreso; Carrie Fernández, una niña dotada de poderes mágicos y habilidades físicas sobrehumanas, y Reinhardt Schneider, un joven de 25 años, con habilidades físicas similares a las que posee Carrie, que fue nombrado heredero del látigo insignia anti vampiros de la familia Belmont, legendarios cazadores de vampiros. Los dos se dirigen hacia el castillo del conde en Transilvania, en la provincia de Valaquia y derrotarlo.
A medida que penetran en las paredes del castillo, un vampiro aristocrático aparece para advertir a Carrie y Reinhardt que "todos los que se opongan al Mundo Oscuro van a morir". Los dos llegan a una decrépita villa, donde se reúnen los ancianos cazadores de vampiros, entre ellos Charles Vincent, sin embargo, no quieren a una hermosa vampiro, Rosa, a un demoníaco vendedor de nombre Renon, a Frankenstein, un jardinero con fuerza sobrehumana y a Malus, un joven adolescente, al cual no le tienen confianza. Debajo del jardín de la finca se encuentra un laberinto subterráneo que sirve como ruta de acceso centro del castillo, donde los funcionarios de Drácula (Actrise y Death) tratan de alejar a los héroes al enfrentarse en la batalla contra sus seres queridos (la guerrera Fernández y Rosa).
Carrie por su parte, se ve obligada a matar a sus parientes al no lograr revertir la maldición que se apoderó de sus cuerpos, mientras que Reinhardt, viéndose obligado a pelear con Rosa, en una sola ocasión, siente sus latidos en combate, pero no consigue aniquilarla. Los héroes luego suben por las torres del castillo antes de hacer frente a Actrise y la Muerte en lo alto de la habitación de los relojes. Con su derrota, los héroes deben subir a la Torre del Reloj del torreón del castillo.

### Finales
Si el jugador estuvo dieciséis o más días "en juego" para llegar a la segunda cámara en la escalera del castillo: en la Torre del Homenaje, Vincent habrá llegado antes que ellos y ya han sido vencidos por el vampiro aristocrático Drácula (en realidad, Gilles de Rais), y se convierte en un vampiro (lo que desencadena el final malo). El héroe tendrá entonces que luchar contra Vincent, ya poseído por la maldad. Sin la intercesión de este exorcista y cazador de vampiros, el héroe, sin darse cuenta, no logra descubrir que Malus era la reencarnación de Drácula -no sólo poseído por él- y recibe uno de los finales no canónico, en el que el héroe rescata al adolescente. Reinhart termina en un paseo con Malus en la puesta del sol a lo largo de las colinas. Jugando con Carrie, se revela que los dos se van de vuelta al pueblo sobre un yunta tirada por caballos, Malus hace un truco con Carrie en un contrato vinculante para casarse con él cuando sean grandes. (Nota.- En este final, el Castillo no fue destruido). 
Si el jugador se tomó quince días o menos para llegar a la segunda cámara en la escalera de la Castle Keep, llegará antes que Charles Vincent (lo que desencadena el final bueno). Después de luchar con Rais disfrazado de Drácula, se encontrarán con Malus -que se transforma en un adulto- y deberán derrotarlo en la cima de la Torre del Reloj. Después de su derrota, Malus recuperará la forma de un niño. El intento de engañar al héroe no pretende tener ningún recuerdo de batalla, pero Vincent llega a voluntad y sofoca al niño con agua bendita. Vincent explica rápidamente al héroe que Malus no estaba poseído, que en realidad es la reencarnación de Drácula. Malus transporta al héroe a un lugar alternativo (a una dimensión desconocida) para la batalla final con su verdadera forma, un dragón centipedal llamado Drago. Después de la derrota de Drácula, el jugador recibirá el final bueno. Jugando con Carrie, ella se dirige a un cementerio que se ve ubicado en unas colinas, y pone un ramillete de flores sobre la tumba de su madrastra. Cuando Reinhardt termina, Rosa, quien se sacrificó por él en lo alto de la habitación de los relojes, es resucitada y restaurada su humanidad y ambos terminan reencontrándose.

## Desarrollo
Mientras Konami Computer Entertainment Kobe (KCEK) estaba en el desarrollo del juego, Castlevania fue originalmente conocido como Drácula 3D en su desarrollo inicial. Estados Unidos dio a conocer a los medios de comunicación que el nombre del juego sería el presente título: Drácula 64. Cuando el nombre oficial inglés fue revelado que sería simplemente Castlevania, los fanes y medios por igual, lo apodaron Castlevania 64 para diferenciarlo de juegos anteriores con el mismo título.
En septiembre de 1997, el juego estuvo terminado aproximadamente en un 10% y para febrero de 1998, llevaba 20% de avance. En octubre de 1998 el juego fue presentado en el Tokio Game Show; varios niveles se podían jugar y el juego fue un éxito entre la multitud. En ese mismo mes, se reveló que KCEK decidió retirar dos de los cuatro personajes previstos para el juego "a favor de centrar los esfuerzos del equipo de programación y desarrollo y adelantar la finalización del juego". En enero de 1999 se fijó la fecha de lanzamiento en Japón para el 4 de marzo de 1999 y Castlevania ganó el premio del "Juego del Mes" en IGN.com. Pero el juego ya había salido en EUA el 26 de enero de 1999. En esa fecha, el juego enviado y totalmente completado, como estaba previsto, ya estaba disponible al día siguiente en un MSRP de 49,95 dólares.
El diseño de personajes y arte conceptual del juego fue diseñado por Yasuomi Umetsu con un estilo tipo anime.
El exterior de la Villa, se basa en una de las fachadas del castillo francés de Azay -le- Rideau. El castillo de Drácula se basa en Mont Saint- Michel.
Varios elementos del juego fueron diseñados para aludir a los pasados títulos de Castlevania: el traje alternativo de Carrie es un homenaje a Maria Renard de Akumajō Dracula X: Rondo of Blood; el traje alternativo de Reinhardt es un homenaje a Simon Belmont en el primer Castlevania, y el jefe Behemoth en el Centro del Castillo puede ser Lisiado, una referencia al rastreo de Behemoth que aparece en Rondo of Blood.